# Baron Empain Palace

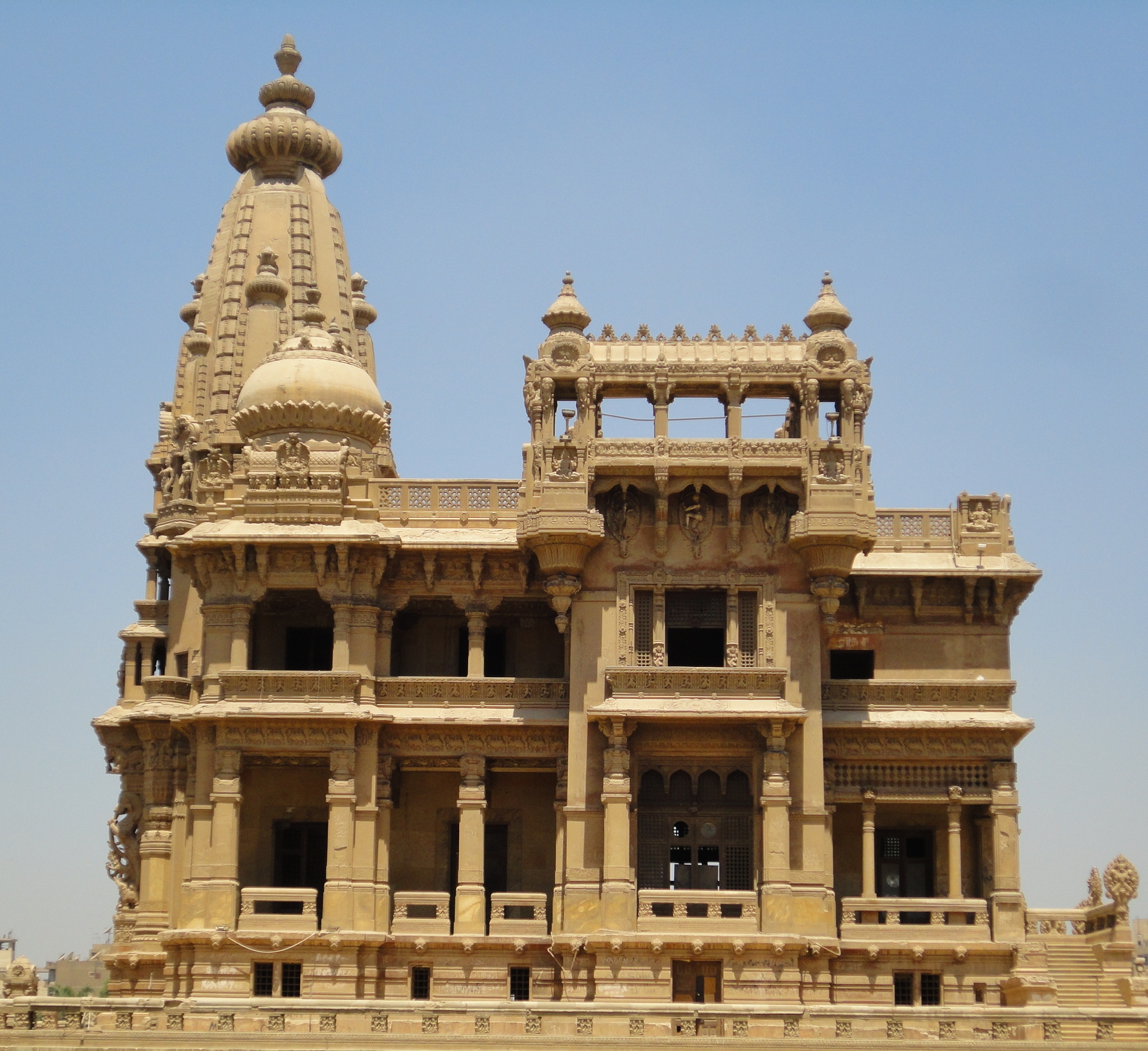
Der Baron Empain Palace

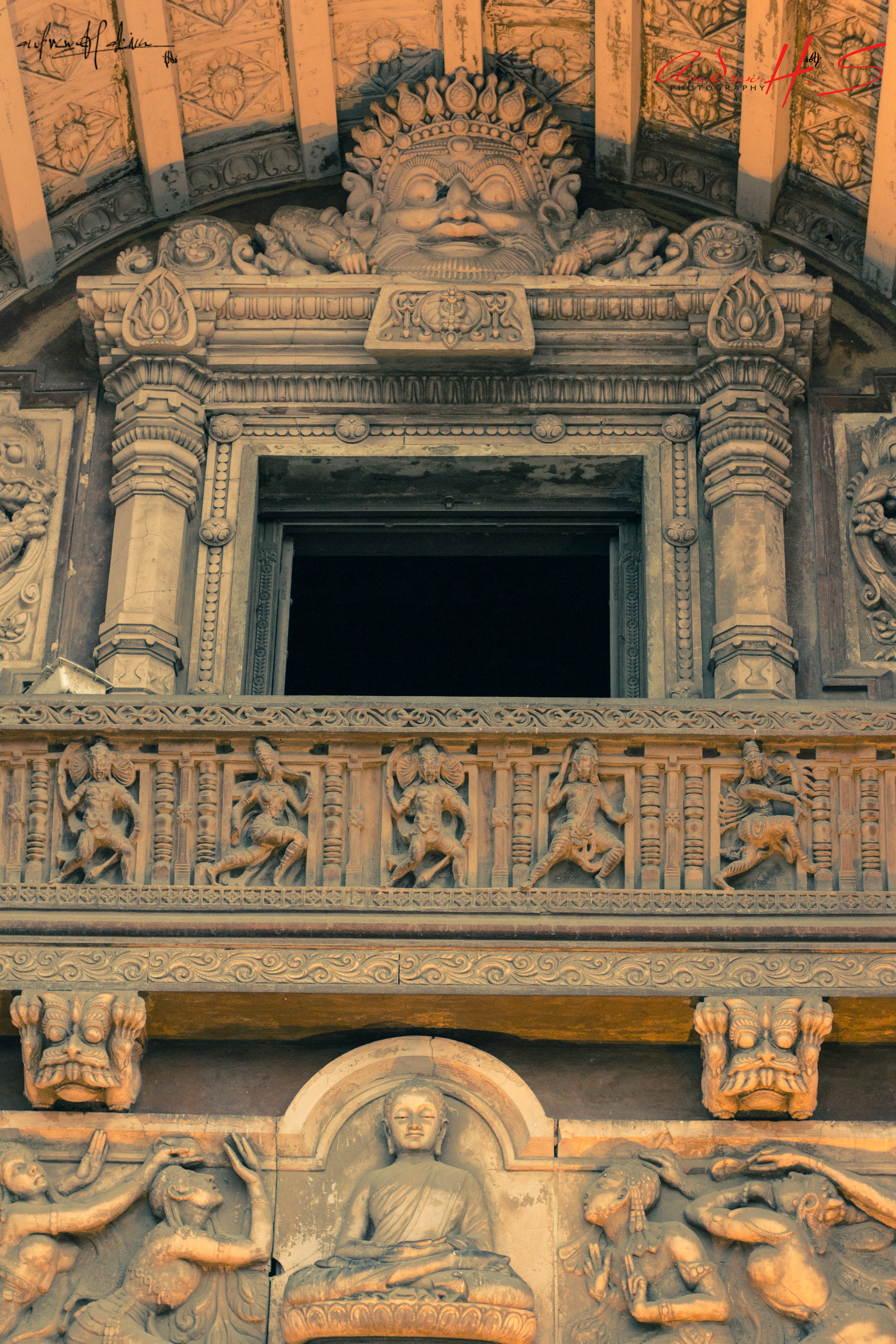
Details des Palastes

Der Baron Empain Palace (auch Palais Hindou oder Qasr al Baron) ist ein 1905 fertiggestellter Palast in Heliopolis, einem Vorort von Kairo.
Der im hinduistischen Stil gehaltene Palast wurde von dem französischen Architekten Alexandre Marcel im Auftrag von Édouard Louis Joseph Empain in der Wüste erbaut. Für die Innenausstattung war Georges-Louis Claude verantwortlich. Erst 1908 begann man mit der Errichtung der Vorstadt Heliopolis, von der der Palast ein Teil ist.
Die Fassade des Palastes ist reich mit Skulpturen von Schlangen, Drachen und weiteren Figuren dekoriert. Künstler und Handwerker reisten aus Indonesien an. Das Gebäude verfügt über zwei Stockwerke sowie ein Souterrain. Dort befindet sich ein Familienmausoleum. Der Palast besteht komplett aus Beton und ist ein frühes Beispiel des kreativen Umgangs mit diesem damals neuen Baustoff. Mittlerweile ist vieles von der ursprünglichen Ausstattung verloren, und viele Jahre galt der Palast als Ort von Gespenstern, die sich in Wirklichkeit als Fledermäuse entpuppten. 
Bei den Gespenstern soll es sich um die Schwester des Barons, Helena, sowie die Tochter Miriam des Barons gehandelt haben. Helena war von einem Balkon des Palastes gestürzt und hatte sich dabei tödlich verletzt. Empains Tochter Miriam war körperbehindert und wurde von ihrem Vater grausam behandelt, indem er sie zum Beispiel im Keller des Palastes einsperrte – so wurde erzählt. Schließlich wurde sie tot im Speiseaufzug gefunden; es ist unklar, ob sie durch Suizid starb.
Bis 1957 blieb der Palast im Besitz der Familie des Baron Empain und wurde dann an einen Saudi-Araber verkauft. Der Palast sollte zu einem Hotel oder Nachtclub umgebaut werden, was aber an Denkmalschutzauflagen scheiterte. 2005 ging das Gebäude in den Besitz des ägyptischen Staates über, im Austausch mit einem Grundstück. Der Palast wurde komplett gereinigt, und die Fledermäuse verscheucht. 2007 misslang der Versuch, den Palast gemeinsam mit einem indischen Unternehmen zu restaurieren. Seit 2009 wurde geplant, die Restaurierung gemeinsam mit einem belgischen Unternehmen durchzuführen und den Palast in ein internationales Kulturzentrum umzubauen. Im November 2016 wurde mit den Arbeiten begonnen. 2019 wurde berichtet, dass die Arbeiten beendet seien; es sei nun geplant, in dem Gebäude ein Museum einzurichten, das die Geschichte des Stadtteils Heliopolis darstelle. Im Juni 2020 wurde das Gebäude erstmals für Besucher geöffnet. Im September 2021 fand in dem Palast eine Modenschau von ägyptischen Modeschöpfern statt.